# Суслина, Зинаида Александровна
Зинаи́да Алекса́ндровна Су́слина (3 июля 1949, Фрязино, Московская область — 22 июня 2014) — академик РАН (до объединения академий наук — РАМН), профессор, доктор медицинских наук.

## Биография
В 1973 году с отличием окончила 2-й МОЛГМИ им. Н. И. Пирогова (педиатрический факультет). После окончания в 1978 году клинической ординатуры и аспирантуры НИИ неврологии АМН СССР защитила кандидатскую диссертацию «Простагландины крови при церебральных гипертонических кризах». В 1990 году защитила диссертацию на соискание учёной степени доктора медицинских наук «Ишемические нарушения мозгового кровообращения и система простаноидов».
В 1997 году присвоено учёное звание профессора; в 2005 году избрана членом-корреспондентом РАМН, в 2007 году — действительным членом (академиком) РАМН. В 2013 году в результате реформы Российской академии наук стала действительным членом РАН, в марте 2014 года вошла в состав Президиума академии.
Являлась академиком-секретарём Отделения клинической медицины РАМН.
- В 1983—1988 годах — руководитель Научно-консультативного отделения НИИ неврологии АМН СССР. С 1988 года возглавляла 2 сосудистое отделение (Отделения острых нарушений мозгового кровообращения НИИ неврологии АМН СССР, РАМН),
- В 1991—2003 годах — заместитель директора по научной работе,
- С 2003 года — директор НИИ неврологии РАМН, затем — Научного центра неврологии РАМН.

Среди других должностей:
- заведующая курсом нервных болезней факультета фундаментальной медицины МГУ им. М. В. Ломоносова
- заведующая кафедрой нервных болезней стоматологического факультета ГОУ ВПО МГМСУ
- председатель Ученого совета НЦ (ранее НИИ) неврологии РАМН
- председатель Диссертационного совета при НЦ (ранее НИИ) неврологии РАМН
- член Президиума Правления Всероссийского общества неврологов
- председатель Научного совета по неврологии РАМН и Минздравсоцразвития России
- член Дирекции Федеральной целевой программы «Профилактика и лечение артериальной гипертонии в Российской Федерации»
- главный редактор журнала «Анналы клинической и экспериментальной неврологии»
- член редколлегий журналов «Неврологический журнал», «Лечение нервных болезней», «Нервные болезни», «Журнал неврологии и психиатрии имени С. С. Корсакова».

Похоронена в Москве на Троекуровском кладбище.

## Научная деятельность
Являлась основоположником нового научного направления, связанного с изучением системы гемостаза и гемореологии при цереброваскулярных заболеваниях. Приоритетные исследования, выполненные ею в рамках концепции гетерогенности ишемического инсульта, неврологических аспектов артериальной гипертонии и проблем кардионеврологии, значительно расширили представления о патогенезе нарушений мозгового кровообращения.
Среди направлений научных исследований:
- фундаментальные и клинические аспекты мультидисциплинарной проблемы сосудистых заболеваний головного мозга и наиболее распространенных заболеваний центральной и периферической нервной систем,
- концептуальный подход в ангионеврологии (развитие теории гетерогенности инсультов и концепции дизрегуляции систем гемореологии и гемостаза при цереброваскулярных заболеваниях),
- разработка основ кардионеврологии (роль кардиальных нарушений в патогенезе и течении цереброваскулярных заболеваний),
- молекулярно-генетические факторы риска развития нарушений мозгового кровообращения (картирование генов, анализ мутаций и разработка ДНК-диагностики),
- изучение структурно-перфузионных изменений в веществе головного мозга и их эволюции с помощью новейших методов нейровизуализации при различной патологии центральной нервной системы,
- разработка теоретических и прикладных аспектов нейрореабилитации,
- проблемы клинической фармакологии и нейропротекции,
- исследование молекулярных, нейрофизиологических и нейрохимических механизмов пластичности мозга в норме и при различных видах патологических процессов,
- механизмы старения мозга,
- экспериментальная неврология.

Автор более 325 опубликованных научных работ, в том числе по приоритетным направлениям ангионеврологии — гетерогенности ишемических инсультов, обоснованию новых терапевтических подходов и оптимизации лечения.
Имеет 12 патентов на изобретения. Под руководством З. А. Суслиной защищены 7 докторских и 10 кандидатских диссертаций.

## Награды и звания
Лауреат премии Правительства Российской Федерации в области науки и техники «За создание и внедрение в медицинскую практику антиоксидантных препаратов для лечения и профилактики цереброваскулярных заболеваний» (2002).
Заслуженный деятель науки Российской Федерации (2005).